# Nek' ti bude ljubav sva
Nek' ti bude ljubav sva je naziv pjesme s kojom je Tony Cetinski predstavljao Hrvatsku na izboru za pjesmu Eurovizije 1994. godine u Irskoj.
Zahvaljujući relativno dobrom plasmanu grupe Put godinu dana prije, Tony nije morao ići na prednatjecanje. Osvojio je 16. mjesto, a pjesma će u nas ostati upamćena što je dobila prvu dvanaesticu u povijesti našeg sudjelovanja, i to od Slovačke.